# ベリシュビッッ
「ベリシュビッッ」（ベリシュビッツ）は、さくら学院の2枚目のシングル。2011年12月21日にUNIVERSAL Jから発売された。タイトルの「ベリシュビッッ」は、「ベリーベリーシュビドゥバ」の略であり、「超ハッピー」を意味するとしている。

## 収録曲

### 通常盤

#### CD
1. ベリシュビッッ
作詞：生田真心、作曲：フジノタカフミ、編曲：原田ナオ
2. さくら百人一首
作詞：BOSE・RAM RIDER、作曲：倉本美津留、編曲：RAM RIDER・Koichiro Irokawa
3. ベリシュビッッ（Instrumental）
4. さくら百人一首（Instrumental）

### 初回限定盤

#### CD
1. ベリシュビッッ
2. さくら百人一首
3. ベリシュビッッ（Instrumental）
4. さくら百人一首（Instrumental）

#### DVD
1. 「ベリシュビッッ」ミュージッククリップ
2. 「ベリシュビッッ」振付バージョン

### キャンパスチケット盤（イベント出席券付きCD）

#### CD
1. ベリシュビッッ